# Championnat de Santa Catarina de football 2000
Navigation
Édition précédente Édition suivante
Le championnat de Santa Catarina de football de 2000 était la 75e édition du championnat de Santa Catarina de football. Il fut remporté par le club de Joinville EC, qui remporte son 11e titre dans la compétition.

## Règles
Le championnat se déroule en deux phases, matches aller et matchs retour. Le 1er de la phase aller gagne sa place pour le tournoi final à quatre, où le rejoint le vainqueur de la phase retour. Les deux autres meilleures équipes en nombres de points sur les deux phases cumulées sont également qualifiées pour le tournoi à quatre.
Le tournoi final se déroule sous forme de demi-finales et finales en matches aller-retour. Le vainqueur de la finale est désigné champion.

## Finale
En finale, le Joinville EC bat le CN Marcílio Dias.

## Sources
- (pt) Cet article est partiellement ou en totalité issu de l’article de Wikipédia en portugais intitulé « Campeonato Catarinense de Futebol de 2000 » (voir la liste des auteurs).